# Oekraïne op het Eurovisiesongfestival 2021
Oekraïne nam deel aan het Eurovisiesongfestival 2021 in Rotterdam, Nederland. Het was de 16de deelname van het land aan het Eurovisiesongfestival. NTU was verantwoordelijk voor de Oekraïense bijdrage voor de editie van 2021.

## Selectieprocedure
Nadat in maart 2020 het Eurovisiesongfestival 2020 werd geannuleerd vanwege de COVID-19-pandemie, maakte NTU reeds op 23 maart 2020 bekend dat het ook in 2021 zou deelnemen aan het Eurovisiesongfestival. Go_A, dat via de nationale finale het voorrecht had verkregen om Oekraïne te vertegenwoordigen op het Eurovisiesongfestival 2020, werd door de omroep intern geselecteerd voor deelname aan de komende editie van het festival.
Go_A diende drie bijdragen in voor deelname aan het Eurovisiesongfestival 2021: Rano, Sjoem en Tserkovska. Een vakjury bestaande uit onder andere Jamala, winnares van het Eurovisiesongfestival 2016, koos uiteindelijk unaniem voor Sjoem.

## In Rotterdam
Oekraïne trad aan in de eerste halve finale, op dinsdag 18 mei 2021. Go_A was als vijftiende van zestien acts aan de beurt, net na Efendi uit Azerbeidzjan en gevolgd door Destiny Chukunyere uit Malta. Oekraïne eindigde uiteindelijk op de tweede plek met 267 punten en wist zich zo te plaatsen voor de grote finale.
In de finale was Go_A als negentiende van 26 acts aan de beurt, net na The Roop uit Litouwen en gevolgd door Barbara Pravi uit Frankrijk. Oekraïne eindigde uiteindelijk op de vijfde plek, met 364 punten.
2003 · 2004 · 2005 · 2006 · 2007 · 2008 · 2009 · 2010 · 2011 · 2012 · 2013 · 2014 · 2015 · 2016 · 2017 · 2018 · 2019-2020 · 2021 · 2022 · 2023 · 2024 · 2025
Albanië · Australië · Azerbeidzjan · België · Bulgarije · Cyprus · Denemarken · Duitsland · Estland · Finland · Frankrijk · Georgië · Griekenland · Ierland · IJsland · Israël · Italië · Kroatië · Letland · Litouwen · Malta · Moldavië · Nederland · Noord-Macedonië · Noorwegen · Oekraïne · Oostenrijk · Polen · Portugal · Roemenië · Rusland · San Marino · Servië · Slovenië · Spanje · Tsjechië · Verenigd Koninkrijk · Zweden · Zwitserland